# 徐趕
徐 趕（朝鮮語: 서간）は、高麗の学者であり、朝鮮氏族の南陽徐氏の始祖である。高麗代に中国から帰化した。徐趕は、中国から八学士の一人として高麗に派遣され、その後、太師の官職と南陽君に封ぜられた。